# Dūr-Kurigalzū

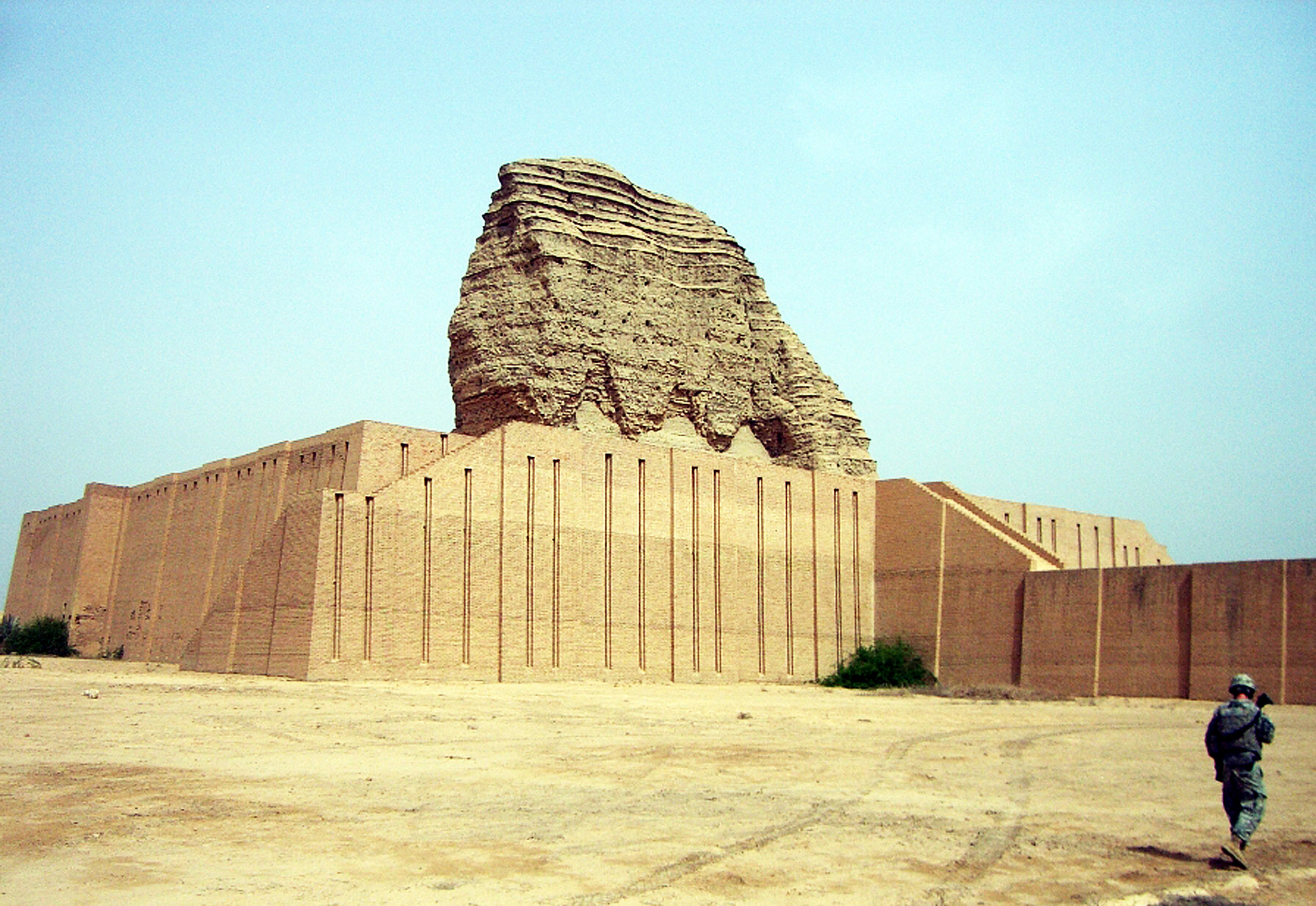
Ricostruzione, dell'epoca di Saddam Hussein, della ziggurat di Aqar Quf.

Dūr-Kurigalzū, l'odierna ‘Aqar Qūf, fu la città della residenza reale degli ultimi re Cassiti. Venne costruita a circa 90 chilometri a nord di Babilonia, nell'Alta Mesopotamia). È incerto chi fosse il fondatore: probabilmente fu re Kurigalzu I oppure Kurigalzu II. Il centro rivestì il ruolo di capitale babilonese fino alla caduta della dinastia reale nel XII secolo. Il prefisso dūr- è un termine accadico che significa 'fortezza', mentre il nome reale cassita Kurigalzu è un epiteto dal significato di 'pastore delle genti' o anche 'dei Cassiti'.
La tradizione di dare il nome Dur alle nuove città risale al periodo dell'Antica Babilonia e un esempio è Dūr-Ammī-ditāna. La città conteneva una ziggurat e templi dedicati alle divinità mesopotamiche, oltre a un palazzo reale che copriva 420.000 metri quadrati.
La ziggurat di Aqar Quf, alta circa 52 metri, è stata per secoli un monumento antico molto visibile. Per le carovane di cammelli e per il traffico stradale moderno, la ziggurat è servita come segnale di avvicinamento a Baghdad. Grazie alla facile accessibilità di Aqar Quf e alla sua vicinanza alla città di Baghdad, è stato uno dei siti più visitati e conosciuti dell'Iraq. La ziggurat è stata spesso confusa con la Torre di Babele dai visitatori occidentali dell'area a partire dal XVII secolo.

## Storia
L'occupazione dei Cassiti in Babilonia durò per più di 400 anni, ma la loro presenza non modificò le usanze nazionali e tradizioni babilonesi. Anche per quanto riguarda le pratiche amministrative e religiose, i cassiti mantennero vive le tradizioni sumeriche, innalzando, restaurando e dedicando templi alle corrispondenti divinità. La nuova capitale, chiamata Dur-Kurigalzu, si differenzia dalle altre città babilonesi a causa del luogo in cui venne edificata, infatti si trova nei pressi della pianura alluvionale della moderna Baghdad, situata su uno strato di roccia sedimentaria. La città venne costruita in quel luogo allo scopo di proteggere la rotta commerciale che conduceva in Afghanistan, luogo di provenienza dei lapislazzuli, passando inoltre dall'altopiano iranico. Le dimensioni della nuova capitale coprirono circa 225 ettari includendo inoltre, l'Elgal-kissara, ovvero il 'palazzo del mondo intero', che costituiva un importante complesso amministrativo. All'interno della città, la distanza fra la ziqqurat ed il grande complesso del palazzo reale è di circa un chilometro. Mentre all'esterno, grazie alle campagne di scavo del governo iracheno realizzate tra il 1942 ed il 1945, vennero ritrovate le rovine di quattro strutture, tre templi ed un palazzo. La caratteristica principale del sistema consisteva nella costruzione dei templi principali su grandi piattaforme rettangolari rivestite di mattoni cotti. Inoltre, è curioso sapere che vennero ritrovate anche stele di fondazione inscritte e tavolette che risalirebbero al periodo del regno di Kurigalzu: invece la stratificazione delle strutture farebbero pensare che la città venne costruita in più riprese e quindi rivelerebbe e spiegherebbe l'esistenza di due re col medesimo nome.

## Scavi e ricerche

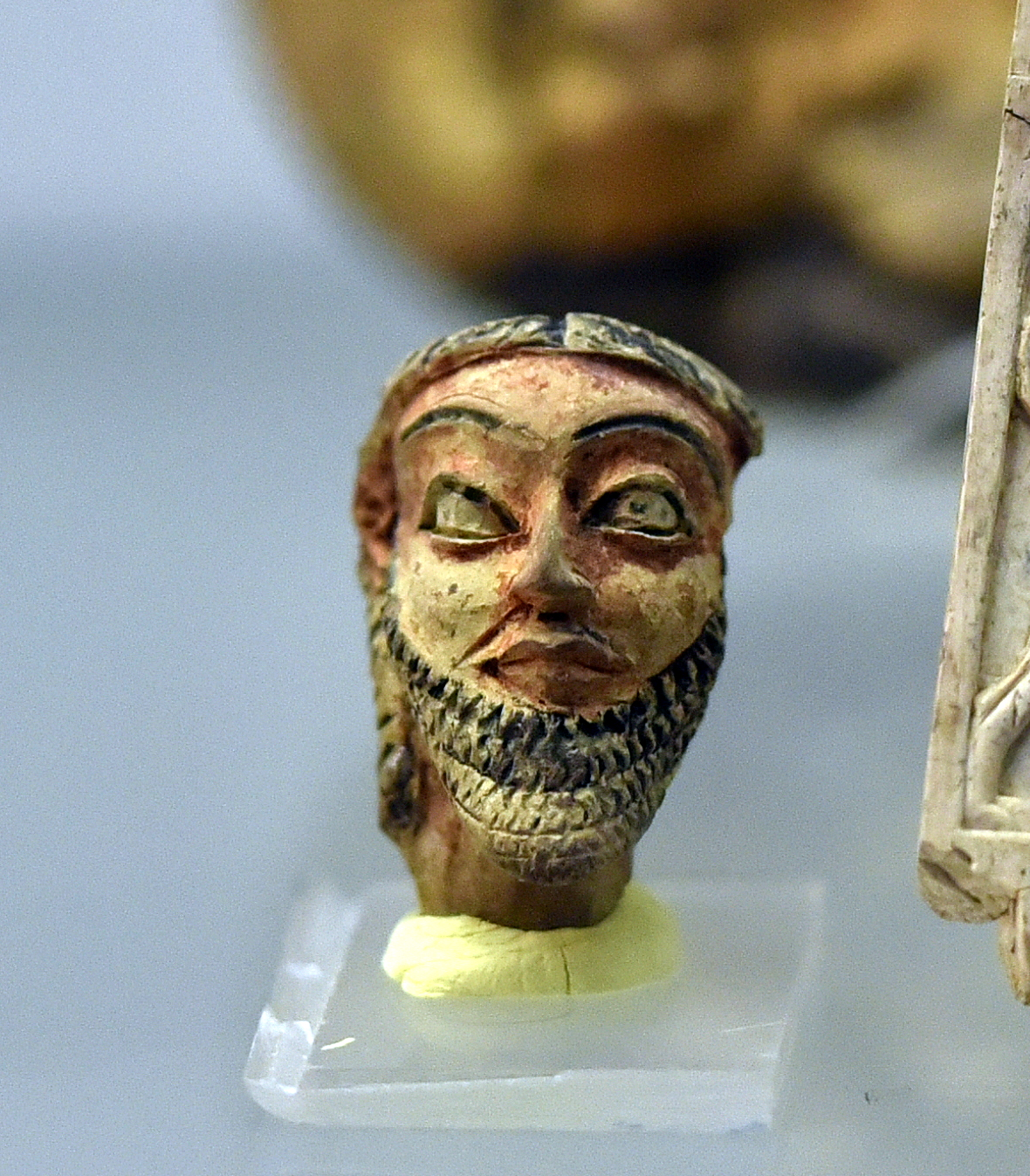
Testa maschile da Dur-Kurigalzu, databile al regno di Marduk-apla-iddina I, Museo nazionale iracheno

Il sito archeologico venne scoperto nel 1811 dall'archeologo Claudius James Rich. Nel 1837, Aqar Quf venne visitata ed esaminata dal generale britannico, Francis Rawdon Chesney. Grazie alle iscrizioni su mattone individuate nel 1861 dal generale, subito si comprese che si trattava dell'antica Dur-Kuriganzu. La direzione degli scavi venne condotta da due archeologi in missione congiunta, dal Direttorato generale iracheno delle antichità e dalla British School of Archeology in Iraq, portando alla luce circa 100 tavolette in scrittura cuneiforme, risalenti all'età cassita, attualmente conservate al British Museum. Sotto il regime di Saddam Hussein, il direttorato generale delle antichità irachene, ha continuato l'attività di scavo ricostruendo gran parte della parte bassa della ziqqurat. Inoltre, sempre sulla collina di Aqar-Quf vennero scavate tre zone nelle quali furono ritrovati i resti di un edificio pubblico e di un grande palazzo ma, essendo solo stata scavata in modo superficiale, la collina di Aqar Quf potrebbe rappresentare il centro principale per altri ritrovamenti, utili a formulare una stratigrafia che ripercorra il periodo cassita in Mesopotamia.

## Ziqqurat
Quando i primi viaggiatori scoprirono le rovine della ziqqurat nei pressi della città di Aqar Qūf, pensarono che fossero i resti della Torre di Babele. La ziqqurat venne costruita nel XIV secolo a.C. dal re Kurigalzu II, che, seguendo la tradizione sumerica, la dedicò al sommo dio del pantheon, Enlil. La sua pianta è di forma quadrata con i lati rispettivamente di 69x67x60 metri, misure tipiche delle strutture religiose delle Mesopotamia meridionale, e raggiunge un'altezza di 57 metri. L'edificio è simile ad un grosso blocco geometrico delimitato da tre scalinate che conducono ad un piano superiore formato da stanze e cortili. L'edificio è interamente costruito con mattoni crudi però, nella parte superiore, è possibile vedere come strati di cordoni di canne siano stati posizionati in linee orizzontali allo scopo di rinforzare la struttura.
La parte inferiore dell'edificio è stata parzialmente ricostruita in mattoni cotti durante l'epoca di Saddam Hussein.

## Templi
Fino ad oggi non è ancora chiaro quale potesse essere la funzione dei templi antistanti la ziqqurat, sia per il loro stato di conservazione, sia perché la loro pianta è molto particolare. Infatti, questi palazzi sono caratterizzati dalla presenza di grandi cortili rettangolari, circondati da una sequenza di stretti vani; in essi però non è presente la cella, o perlomeno non è stata identificata, che dovrebbe essere l'elemento fondamentale per identificare con chiarezza un edificio di culto, facendo così ancora meno chiarezza riguardo a quale potesse essere la loro funzione. Sono stati inoltre ritrovati quattro templi, due dei quali furono dedicati a Enlil mentre gli altri due rispettivamente a Ninurta, signore della terra. La larghezza delle mura è di 3,5 metri e sono state costruite da una serie di 14 mattoni piani seguita da un'altra serie di mattoni piani però posti in taglio. La grande massicciata quadrata, da dove partitiva la grande scalinata che conduceva all'entrata della ziqqurat, può essere interpretata come il basamento delle struttura; infatti si crede ancora oggi che i cassiti avessero come caratteristica per la costruzione di edifici religiosi, di porre sotto le strutture un blocco di mattoni in modo tale da innalzare il tempio. Quest'ipotesi acquistò credibilità quando venne scoperto un altro tempio, dedicato al dio Enlil e a sua moglie, collocato su un grosso basamento di mattoni. Il tempio in questione probabilmente ha il nome di E-gasan-antagal del quale rimane solo la pianta, il che lo rende simile al tempio di Enlil situato a Nippur, che fungeva da cucina per le divinità.

## Palazzo
A circa novecento metri dalla ziqqurat, sulle collinette di Tell el-Abiad, fu ritrovata una struttura, di circa 300 metri, che comprendeva un grande complesso di edifici amministrativi e cortili, circondati da grandi bastioni usati come torri. In questo complesso è caratteristica la presenza di un cortile, quadrato o rettangolare, circondato o da una serie di vani, oppure da piccole gallerie di circa 45 metri, come nel caso dell'edificio principale. Inoltre, un'altra caratteristica risiede nel fatto che tutti i complessi sono separati gli uni dagli altri da un grande disimpegno. Il palazzo reale non venne costruito in una sola volta, ma contribuirono molti re, che a modo loro lo restaurarono e lo amplificarono per circa due secoli. Inoltre questo palazzo venne distrutto nel XIII secolo a.C. dal sovrano degli assiri Tukulti-Ninurta I, per poi essere successivamente ricostruito. Un altro importante palazzo del complesso è quello ritrovato nell'area settentrionale della zona, famoso, sia per le sue strutture senza precedenti, che per le pitture murali ritrovate al suo interno. I sovrani cassiti non seguirono gli schemi tradizionali per la sua costruzione, infatti anche per le rappresentazioni furono usate nuove disposizioni e nuovi figure. Sulle pareti delle grandi porte ci sono affreschi che rappresentano due file formate, una da otto, ed una da dieci uomini di qualsiasi ceto socialeː impiegati, ufficiali ecc.  che si muovono rispettivamente verso sinistra per entrare dal palazzo e verso destra per uscire, scene che potrebbe far pensare ad una probabile processione verso il re. Probabilmente tale palazzo è databile al tempo del sovrano Marduk-apal-iddin.